# HMS Anne (1915)
O HMS Anne foi um porta-hidroaviões da Marinha Real Britânica usado durante a Primeira Guerra Mundial. Convertido do cargueiro alemão capturado Aenne Rickmers, as duas aeronaves do navio realizaram missões de reconhecimento aéreo, observação e bombardeio no Mediterrâneo Oriental e no Mar Vermelho no período de 1915–1917, embora o navio não tenha sido comissionado na Marinha Real até meados de 1915. Ele foi descomissionado no final de 1917 e tornou-se collier da Marinha Mercante no último ano da guerra. Anne foi vendido em 1922 e teve uma sucessão de proprietários e nomes até ser desfeito em 1958.

## Descrição
Anne tinha 111,89 metros de comprimento, uma viga de 14,5 metros e um calado de 8,31 metros. Ela foi avaliada como tendo 4.083 de tonelagem bruta (GRT). O navio tinha um eixo de hélice movido por uma máquina a vapor de tripla expansão que usava vapor gerado por um número desconhecido de caldeiras a carvão. Anne tinha uma velocidade máxima de 20 km/h.

## Carreira
O navio mercante SS Aenne Rickmers foi construído por Rickmers de Bremerhaven em 1911. Com a eclosão da guerra em agosto de 1914, ele foi apreendido enquanto em Port Said, Egito, e foi requisitado para servir sob o pavilhão da Marinha Mercante Britânica em janeiro de 1915 para operar hidroaviões. Nenhuma modificação especial foi feita no navio; a aeronave foi arrumada nas tampas da escotilha de popa e manuseada com suas barreiras de carga. Aenne Rickmers operava dois hidroaviões franceses Nieuport VI.H que haviam sido descarregados pelo Foudre e foram pilotados por pilotos franceses com observadores britânicos.
Nos primeiros dois meses de 1915, o navio e sua aeronave apoiaram as operações aliadas na Síria, Palestina e na Península do Sinai. Além de tarefas de reconhecimento, eles entregaram e recuperaram agentes aliados, bem como observaram navios realizando bombardeios costeiros. Em 4 de março, Aenne Rickmers recebeu a ordem de se juntar a vários navios aliados que iam bombardear Esmirna, na Turquia. Uma semana depois, ela foi torpedeada pelo torpedeiro turco Demir Hisar. O navio foi atingido por um torpedo no porão de carga número 1, que estava cheio de madeira, o que limitou a entrada de água e o salvou de afundar. Aenne Rickmers chegou a Mudros no dia seguinte para começar os reparos, mas a equipe de foi retirada uma semana depois para trabalhar no danificado cruzador de batalha HMS Inflexible. O porta-hidroaviões HMS Raven II (outra conversão mercantil) chegou em 20 de março para carregar sua aeronave e a tripulação, deixando apenas uma equipe de esqueleto de cinco pessoas para trás. Durante uma tempestade em 6 de abril, o navio arrastou as âncoras e encalhou em uma praia arenosa. Ele foi temporariamente reparado lá e reflutuado em 12 de maio, navegando para Alexandria, Egito, dois dias depois, para reparos permanentes e para descarregar sua carga. Isso foi concluído em 18 de junho, mas o navio ficou parado até o final do mês, quando foi provido com uma tripulação árabe e partiu para Port Said.
Aenne Rickmers encontrou-se com o cruzador blindado francês Jeanne d'Arc em 18 de julho em Cárpatos e o porta-aviões procurou bases de submarinos na costa turca e observou enquanto o navio francês bombardeava instalações costeiras. O navio então retornou para Port Said, onde foi equipado com uma arma de 12 libras. Aenne Rickmers foi comissionado na Marinha Real em 5 de agosto de 1915 e renomeado HMS Anne no mesmo dia. Ele se encontrou com Jeanne d'Arc e o pré-dreadnought francês Jauréguiberry por volta de 13 de agosto e observou enquanto eles bombardeavam instalações turcas em Haifa. Em 17 de agosto, aeronaves de Anne e Raven II avistaram Jeanne d'Arc enquanto ele bombardeava Tarso e, em seguida, ajudava Jeanne d'Arc e Jauréguiberry em 30 de agosto na captura da Ilha Ruad.
No início de setembro, o navio ajudou os franceses enquanto eles evacuavam as tropas armênias e civis de Alexandretta e da área circundante, e então retomou seu trabalho anterior de reconhecimento e espionagem. Anne perdeu seu primeiro avião quando este sofreu uma falha de motor durante uma missão de reconhecimento sobre Beersheba em 9 de outubro. O navio teve a região da popa limpa em Alexandria durante novembro e perdeu outra aeronave, novamente em Beersheba, em 22 de dezembro. Em janeiro de 1916, ele foi designado para o Esquadrão de Hidroaviões das Índias Orientais e Egito, juntamente com os porta-aviões Empress, Ben-my-Chree e Raven II. O esquadrão estava sob o comando do General Officer Commanding do Egito e sua principal função era observar as posições e movimentos turcos no sul da Palestina e no Sinai no início de 1916. Por volta de 17 de abril, Anne foi atacado por duas aeronaves alemãs, mas não foi danificado. Poucos dias depois, ele descobriu uma base de U-boat em Makry, enquanto operava perto de Kastellorizo. O navio embarcou no contingente de hidroaviões francês no Egito no final do mês, e o entregou a Malta no dia 9 de maio para translado, incluindo seus Nieuports, ao porta-aviões francês Campinas. Sua aeronave havia feito um total de 118 voos desde que ela começou a operá-los em janeiro de 1915 e apenas dois foram perdidos.
Mais tarde naquele mês, Anne trocou seu canhão de 12 libras por um canhão antiaéreo do mesmo calibre e estava de volta a Port Said em 21 de maio. Ele ficou parado lá até meados de junho, quando começou a transportar suprimentos militares entre Port Said e vários portos no Mar Vermelho. Isso durou até 2 de agosto, quando embarcou os hidroaviões britânicos, incluindo Short Type 184, Sopwith Schneider e Baby, e observou para o cruzador francês Pothuau em 10 de agosto quando o último navio bombardeou Mersina. O Esquadrão Índias Orientais e Egito foi remontado no final de agosto com Raven II, Anne e Ben-my-Chree e a aeronave dos três porta-aviões atacou o depósito de suprimentos turco em El Afule por trinta minutos. O esquadrão então navegou para o sul ao longo da costa palestina, onde encontrou dois dhows de abastecimento turcos. Um foi afundado pelo contratorpedeiro francês Arbalete, enquanto o outro foi capturado. O esquadrão voou com sete aeronaves que atacaram um acampamento em Bureir e um viaduto ferroviário próximo. Um dos hidroaviões de Anne foi perdido durante esta missão e o piloto foi capturado. Apesar da perda, sua aeronave bombardeou instalações turcas em Tull Keram, Nablus, Ludd e Ramleh antes de retornar a Port Said em 27 de agosto.
Poucos dias depois, Anne substituiu Raven II, após aquele navio ter sido danificado por um ataque aéreo em 1.º de setembro, em uma expedição ao Mar Vermelho para apoiar a revolta árabe contra os turcos. Ela se encontrou com o cruzador idoso HMS Fox e Dufferin da Marinha Real Indiana e eles chegaram a Rabigh em 9 de setembro. O navio encalhou brevemente ao largo de Yenbo, mas saiu e foi capaz de observar Fox e Hardinge da RIM enquanto bombardeavam posições turcas perto de Wejh em 13 de setembro. Além de uma breve visita a Suez para recuo, Anne permaneceu na área enquanto sua aeronave voava em missões de bombardeio e reconhecimento até que ela foi resgatada por Raven II em 26 de outubro. O navio ficou parado em Port Said pelo resto do ano, exceto uma viagem para Chipre transportando carvão. Em janeiro de 1917, Anne voltou ao Mar Vermelho e juntou-se a Hardinge e o vapor de embarque armado Suva. Junto com cerca de 500 árabes, as tripulações dos três navios fizeram um desembarque anfíbio e capturaram Wejh. O navio voltou a Suez em 27 de janeiro e parece ter sido usado apenas como carvoeiro até ser pago em 8 de agosto.

### Serviço comercial
Anne serviu como collier sob o Red Ensign de 29 de janeiro de 1918 até o final da guerra sob a gestão de F. C. Strick and Co. Ele foi vendido em 1922 para a S.N. Vlassopoulos da Grécia e foi renomeado para Ithaki. O navio foi vendido a uma empresa romena em 1939 e rebatizado como Moldova. Foi então transferido para o registro do Panamá em 1942 com o mesmo nome. Moldova foi vendido em 1949 para Wallem & Co. e renomeado Jagharat em 1954. Ela retomou seu antigo nome de Moldova em 1955 e chegou a Hong Kong para ser desfeito em 8 de novembro de 1958.